# Minimální plocha
Minimální plocha označuje v topologii takovou plochu, jejíž plošný obsah je pro zadanou hranici minimální. Minimální je myšleno pouze v lokálním smyslu, pro jednu zadanou hranici plochy tak může existovat vícero minimálních ploch. Minimální plochy byly původně zavedeny ve vztahu k jejich ploše, ale vyznačují se celou řadou speciálních vlastností z oborů diferenciální geometrie, variačního počtu, komplexní analýzy a teorie potenciálu.

## Důležité příklady
- rovina – triviální příklad
- helikoid – jediná přímková plocha, která je zároveň minimální, také jako jediná minimální plocha je reprezentována harmonickou funkcí[1] (kromě roviny)
- katenoid – Kromě roviny to je jediná minimální plocha, kterou lze vložit do Eukleidovského prostoru {\displaystyle \mathbb {E} ^{3}}, která je rotačně symetrická.[1]
- Costova plocha – zrcadlově symetrická minimální plocha, jejíž objev pomohl při konstrukci několika dalších minimálních ploch
- gyroid – ve třech směrech periodická plocha hojně používaná jako tvar odlehčené výplně materiálu např. v 3D tisku
- Scherkova plocha – Je to jediná translační minimální plocha. To znamená, že vzniká posunem (translací) jedné křivky po druhé. Navíc obě křivky zde mají stejný předpis {\displaystyle y=\ln \cos x}
- Enneperova plocha – jedná se o příklad samoprotínající se plochy, spolu s katenoidem jde o jedinou minimální plochu v {\displaystyle \mathbb {E} ^{3}} s celkovou křivostí {\displaystyle -4\pi }[2]